# Trafikförband

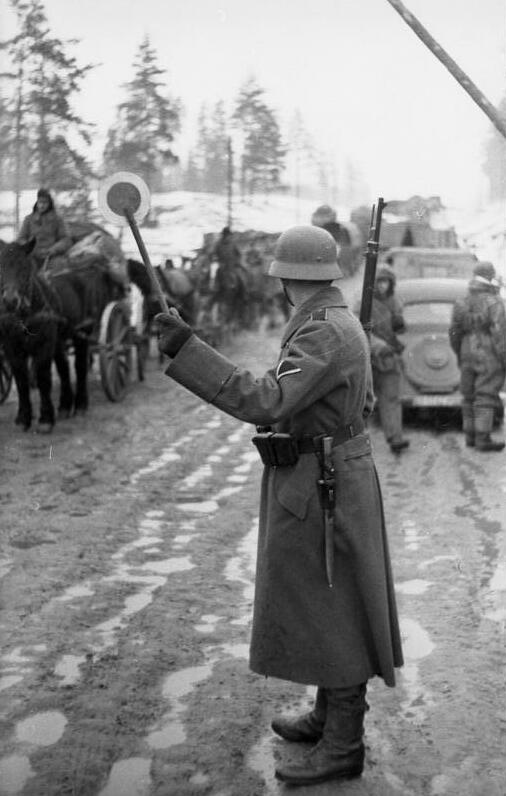
Tysk trafikreglering på östfronten 1943.

Trafikförband är militära förband som har till uppgift att leda och övervaka militär vägtrafik.

## Sverige
I Sverige fanns tidigare trafikkompanier och trafikplutoner vilka ingick i underhållstruppernas mobiliseringsorganisation och utbildades vid trängtrupperna. Förband med beteckningen trafikpluton finns fortfarande inom Hemvärnet, medan trafikförbanden inom Försvarsmaktens insatsorganisation numera betecknas MOVCON-plutoner (movement coordination).

## Tyskland
Under andra världskriget uppställde Wehrmacht (Heer) trafikregleringsbataljoner, Verkehrsregelungsbataillone, om två trafikregleringskompanier. Dessa var underställda fältgendarmeriet. Under tjänsteutövning bar trafiksoldaterna en röd armbindel med texten "Verkehrsaufsicht". Trafikanvisningar var bindande för alla försvarsgrenar och för Waffen-SS. Sammanlagt tio trafikregleringsbataljoner mobiliserades, med nummer 751-760.